# 埃里克·朔佩尔
埃里克·朔佩尔（Erich Schopper，1892年7月2日 - 1978年8月18日）是一位第二次世界大战期间的纳粹德国德意志國防軍将领，曾获颁騎士鐵十字勳章並指揮第81步兵師。